# Вагон-автомобілевоз

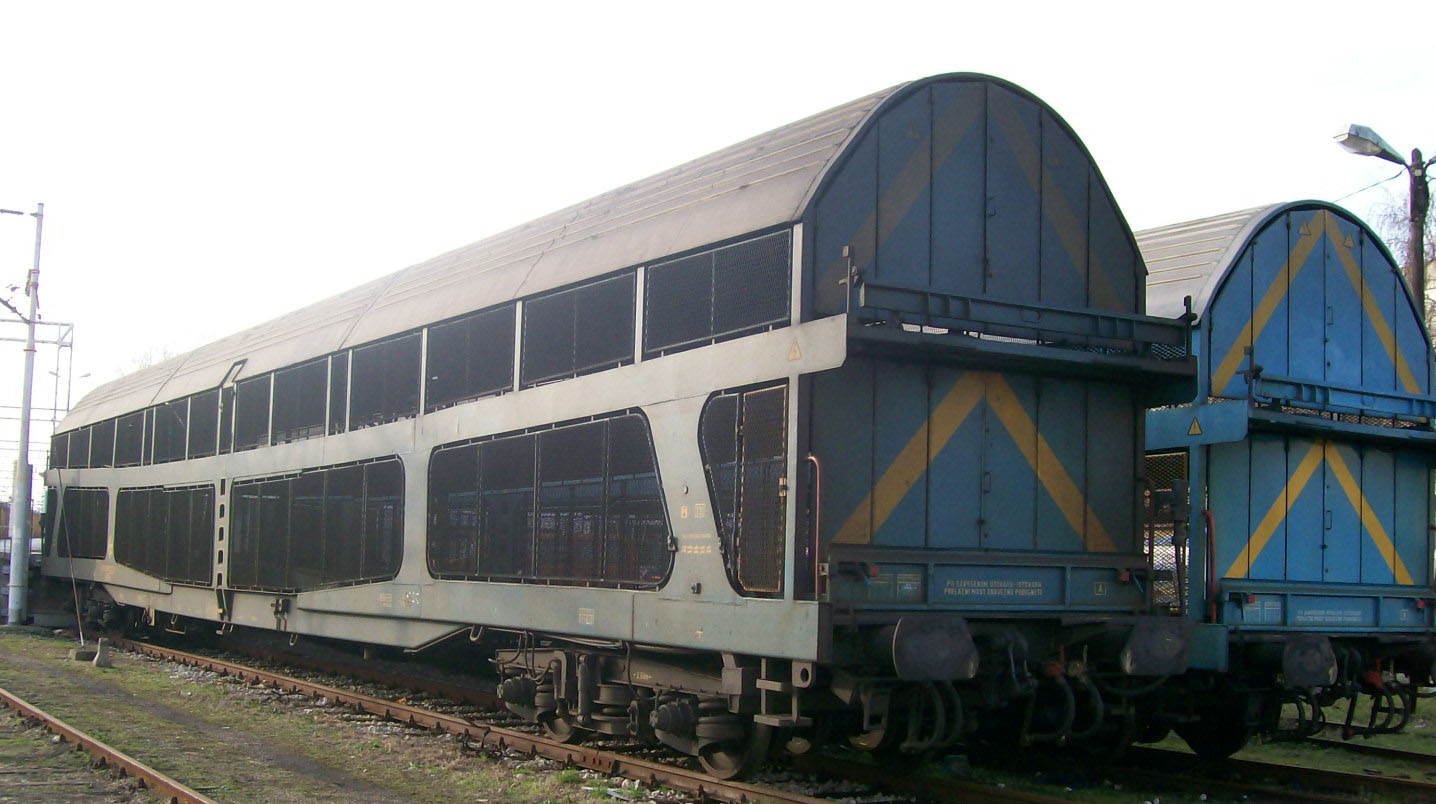
Критий вагон для перевезення легкових автомобілів

Вагон-автомобілевоз — вантажний вагон спеціального призначення для перевезення автомобілів, причепів до них, мікроавтобусів і тролейбусів. Критий вагон або платформа з двома ярусами для збільшення місткості з відносно великою масою при низькій вантажопідйомності.

## Криті вагони

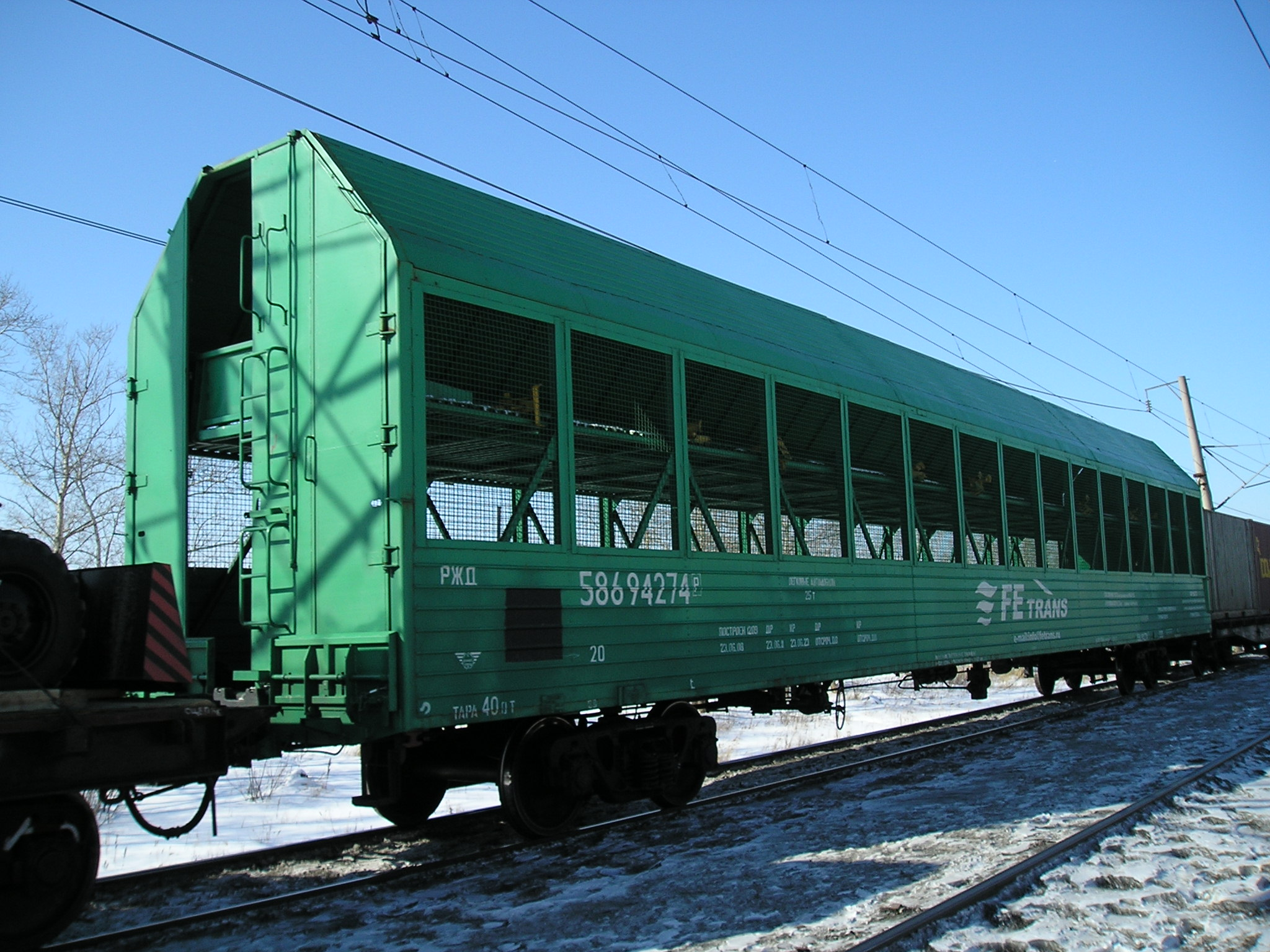
Вагон-сітка для перевезення автомобілів

Чотиривісні криті автомобілевози відрізняються від інших критих вагонів більшою висотою (близько 5 м від головки рейки проти 4-4,5 м) і довжиною (21-25 м за краями автозчеплення проти 11-24 м).
- Вагон для легкових автомобілів, модель 11-835 виробництва фірми «Раутарууккі», Фінляндія — для збереження вантажу бічні поверхні вагона захищаються сіткою. Вантажопідйомність — 15 т, маса тари — 35 т. Будувалися і постачалися в СРСР у 1980-х роках[2].
- Модернізований вагон для перевезення мікроавтобусів, модель 11-4081 виробництва АТ «Дніпровагонмаш» — для збереження вантажу бічні поверхні вагона захищаються сіткою. Вантажопідйомність — 10 т, маса тари: 27 т. Випускається з 1992 року.
- Вагон для тролейбусів, модель 23-4082 виробництва АТ «Дніпровагонмаш» — для збереження вантажу бічні поверхні вагона захищаються сіткою. Вантажопідйомність — 62,8 т, маса тари — 31,2 т. Випускається з 1992 року.

## Платформи

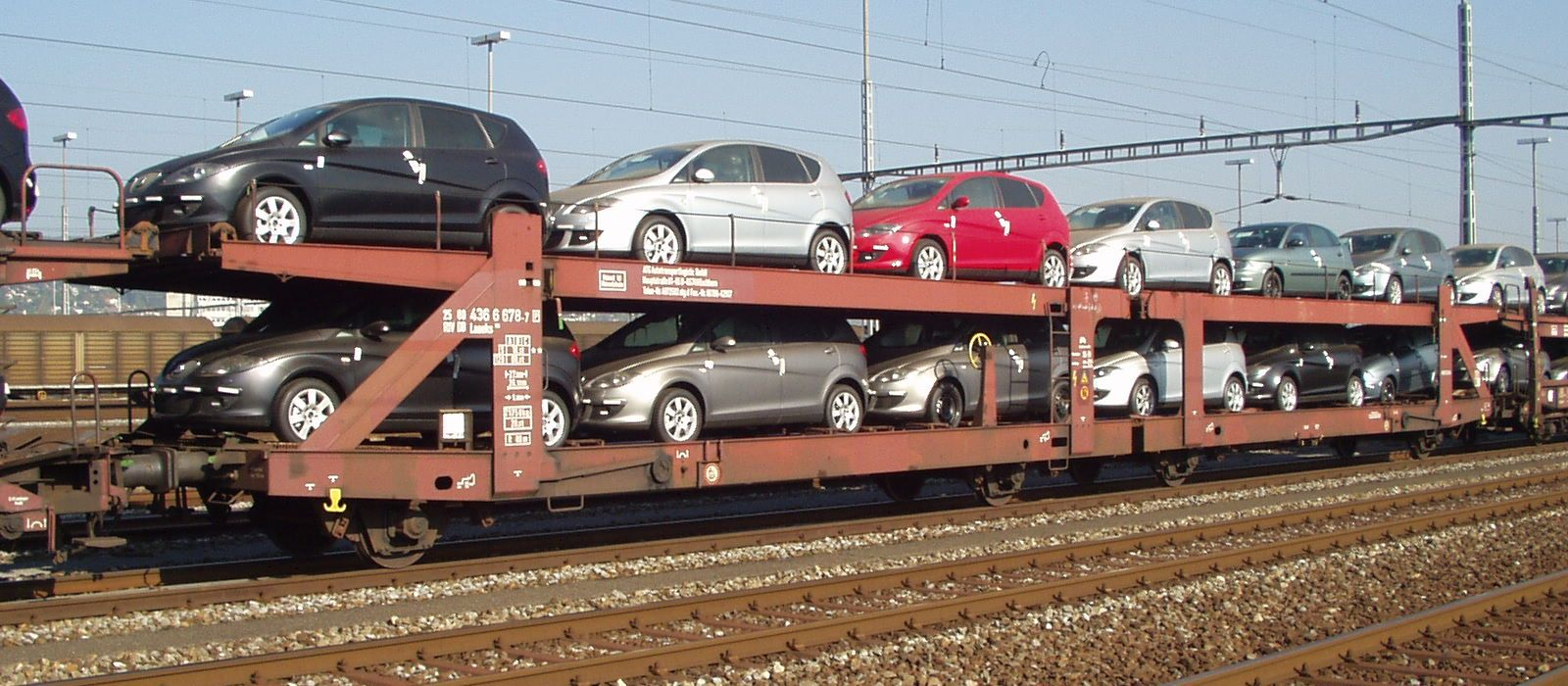
Німецька двоярусна платформа для перевезення автомобілів

Платформи мають істотну ваду — вони не захищають вантаж від зовнішніх впливів, зокрема вандалізму. Обидві моделі чотиривісні:
- Двоярусна платформа для легкових автомобілів, модель 13-479 виробництва КВЗ і ДВЗ. Вантажопідйомність — 20 т, маса тари вагона — 26 т. Вироблялися з 1970 року.

## Експлуатація
Навантаження здійснюється у групу з десяти-п'ятнадцяти зчеплених вагонів, підготовлених під навантаження, у них відчиняються торцеві двері, і автомобілі, в'їжджаючи з естакади, послідовно заповнюють усі вагони, для цього забезпечується безперешкодний проїзд машин вздовж усього рухомого складу. Транспортні засоби фіксуються на платформі для безпечного транспортування.
В Україні в складі деяких пасажирських поїздів курсують вагони-автомобілевози. Замовити перевезення власних автомобілей в складі пасажирських поїздів є можливість на сайті «Укрзалізниці»
| Перелік пасажирських поїздів України, в складі яких курсують вагони-автомобілевози | Перелік пасажирських поїздів України, в складі яких курсують вагони-автомобілевози | Перелік пасажирських поїздів України, в складі яких курсують вагони-автомобілевози | Перелік пасажирських поїздів України, в складі яких курсують вагони-автомобілевози                                                 |
| №                                                                                  | Іменна назва                                                                       | Маршрут сполучення                                                                 | Періодичність курсування |
| ---------------------------------------------------------------------------------- | ---------------------------------------------------------------------------------- | ---------------------------------------------------------------------------------- | --- |
| 7/8                                                                                | «Пальміра»                                                                         | Харків — Одеса                                                                     | З Харкова — щосереди; з Одеси — щочетверга                                                                                         |
| 11/12                                                                              | «Західний експрес»                                                                 | Львів — Одеса                                                                      | Зі Львова: 6 разів на місяць у квітні, 6 разів на місяць у травні; з Одеси: 6 разів на місяць у квітні, 6 разів на місяць у травні |
| 15/16 17/18                                                                        | «Владислав Зубенко» «Сковорода-Експрес»                                            | Харків — Львів                                                                     | З Харкова — щопонеділка, щоп'ятниці; зі Львова — щовівторка, щосуботи                                                              |
| 29/30                                                                              | «Нічний експрес»                                                                   | Київ — Ужгород                                                                     | З Києва — з четверга по неділю; з Ужгорода — з п'ятниці по понеділок                                                               |
| 41/42                                                                              |                                                                                    | Дніпро — Львів                                                                     | З Дніпра — у вівторок, четвер, суботу; зі Львова — у середу, п'ятницю, неділю                                                      |
| 49/50                                                                              | «Кобзар»                                                                           | Київ — Львів                                                                       | З Києва — щоп'ятниці; зі Львова — щонеділі                                                                                         |
| 53/54                                                                              | «Скіфія»                                                                           | Дніпро — Одеса                                                                     | З Дніпра та Одеси — 1 раз на 4 дні                                                                                                 |
| 79/80                                                                              | «Дніпро»                                                                           | Дніпро — Київ                                                                      | З Дніпра — у вівторок, четвер, суботу; з Києва — у середу, п'ятницю, неділю                                                        |

Автомобілевози доступні для замовлення в складі пасажирських поїздів, до одного вагона вміщуються 8 автомобілів. Оформити перевезення автівки можна в касах вокзалів, а вартість залежить від ваги автівки та напрямку перевезення, і стартує від 1200 гривень за тонну ваги.
14 вересня 2022 року «Укрзалізниця» розширила перелік послуг, відтепер доступна послуга бронювання при замовленні перевезення автомобіля поїздом онлайн.